# Hermann Flaschka
Hermann Flaschka (25 mars 1945 – 18 mars 2021) est un physicien mathématicien austro-américain et professeur de mathématiques à l'université de l'Arizona, connu pour ses contributions importantes aux systèmes complètement intégrables (équations du soliton).

## Enfance
Flaschka vit aux États-Unis depuis que sa famille a immigré alors qu'il est adolescent. Ils vivent à Atlanta, en Géorgie. Son père Hermenegild Arved Flaschka (1915 - 1999)  enseigne la chimie à Georgia Tech. Hermann est diplômé de Druid Hills High School (en) avec la promotion de 1962 et obtient son Bachelor à Georgia Tech en 1967. Entre autres réalisations, il y reçoit également le "William Gilmer Perry Awards for Freshman English" en 1963, bien qu'il ne soit pas un locuteur natif.

## Carrière
Il obtient son doctorat du Massachusetts Institute of Technology en 1970. Son directeur est Gilbert Strang et le titre de sa thèse Asymptotic Expansions and Hyperbolic Equations with Multiple Characteristics (Expansions asymptotiques et équations hyperboliques à caractéristiques multiples). Il travaille ensuite comme post-doctorant à l'Université Carnegie Mellon jusqu'en 1972. Il est professeur à l'Université de l'Arizona jusqu'à sa retraite en 2017.
Il enseigne comme professeur invité dans plusieurs institutions, parmi lesquelles l'université Clarkson (1978/79), le RIMS de Kyoto (1980/81) et l'École Polytechnique Fédérale de Lausanne (2002).
En 1995, il reçoit le prix Norbert Wiener de mathématiques appliquées. En 2012, il devient membre de l'American Mathematical Society .

## Travaux
Il apporte d'importantes contributions à la théorie des systèmes complètement intégrables, en particulier le réseau de Toda et l'équation de Korteweg–de Vries.
En 1980, il co-fonde Physica D : Nonlinear Phenomena dont il est également co-rédacteur en chef pendant de nombreuses années. L'éditeur Elsevier le classe désormais comme rédacteur honoraire.

## Publications
- The Toda Lattice, 2 parties, Phys. Rev. B, vol 9, 1974, p. 1924–1925, Progr. Theoretical Physics, vol 51, 1974, p. 703–706.
- avec Newell: Integrable systems of nonlinear evolution equations, in J. Moser, Dynamical Systems, Theory and Applications, Springer, Lecture Notes in Physics 38, 1975, p. 355–466.
- avec Alan C. Newell : Monodromy and spectrum preserving deformations, Part 1, Comm. Math. Phys., vol 76, 1980, p. 65–116.
- avec A. C. Newell, M. Tabor: Integrability, in: V. E. Zakharov, What is Integrability ?, Springer 1991, p. 73–114.